# Jerzy Żyszkiewicz
Jerzy Żyszkiewicz (ur. 17 stycznia 1950 w Oleśnicy, zm. 12 lipca 2014 we Wrocławiu) – polski polityk, rolnik, związkowiec, poseł na Sejm V kadencji.

## Życiorys
W 1968 ukończył Zasadniczą Szkołę Zawodową w Oleśnicy. Od 1976 był współwłaścicielem fermy drobiu „Jajolux” w Oleśnicy. W latach 1986–1994 był wiceprzewodniczącym Związku Hodowców Drobiu we Wrocławiu. W latach 80. należał do Niezależnego Samorządnego Związku Zawodowego „Solidarność” Rolników Indywidualnych.
W 1992 współtworzył dolnośląskie struktury Związku Zawodowego Rolnictwa „Samoobrona” oraz partii Przymierze Samoobrona (następnie pod nazwą Samoobrona RP). Bezskutecznie kandydował z jej listy do Sejmu w wyborach parlamentarnych w 1993 (otrzymał 1394 głosy) oraz wyborach w 2001 (dostał 2694 głosy). Następnie ubiegał się o mandat w radzie powiatu w wyborach samorządowych w 2002. W maju 2003 został przewodniczącym rady wojewódzkiej partii i związku (z funkcji tych zrezygnował w 2008, pozostając w Samoobronie RP).
W wyborach parlamentarnych w 2005 z listy tego ugrupowania uzyskał mandat poselski na Sejm V kadencji z okręgu wrocławskiego liczbą 10 527 głosów. Zasiadał w Komisji Infrastruktury, Komisji Rolnictwa i Rozwoju Wsi oraz czterech podkomisjach.
W przedterminowych wyborach parlamentarnych w 2007 bez powodzenia ubiegał się o reelekcję (dostał 2208 głosów), a w wyborach do Parlamentu Europejskiego w 2009 o mandat deputowanego w okręgu dolnośląsko-opolskim (zdobył 634 głosy). W wyborach samorządowych w 2010 również bezskutecznie kandydował na radnego Sejmiku Województwa Dolnośląskiego z listy partii Nasz Dom Polska – Samoobrona Andrzeja Leppera. Zasiadał później w radzie krajowej tego ugrupowania (działającego już pod nazwą Samoobrona).
Pochowany na cmentarzu komunalnym w Oleśnicy.

## Życie prywatne
Syn Bronisława i Józefy. Jerzy Żyszkiewicz był żonaty, miał jedno dziecko.